# 1547 Неле
1547 Неле (1547 Nele) — астероїд головного поясу, відкритий 12 лютого 1929 року.
Тіссеранів параметр щодо Юпітера — 3,318.